# 章华台
章华台中国春秋时期楚国王室园林宫殿。建于楚灵王六年（公元前535年），章华台是一组以台为主体；多单体组合的大型园林离宫建筑。东西长约2,000米，南北宽约1,000米，平面面积约220公顷。台附近建有大量引水工程。楚灵王十二年（公元前529年），楚灵王兵溃訾梁，台被焚毁。
有认为位于湖北省潜江市的龙湾遗址即章华台。